# Animax

Logo bis 30. Juni 2016

Animax (jap. アニマックス, Animakkusu) ist ein japanischer Satelliten-Fernsehsender, der von der Firma Sony aufgebaut wurde und überwiegend Anime sendet. Der Sitz des Unternehmens befindet sich im Tokioter Stadtbezirk Minato.
Das Unternehmen sendet nicht nur in Japan, sondern besitzt auch Sendeanstalten auf dem asiatischen Festland, Lateinamerika und Europa.

## Geschichte des Unternehmens

### Japan
Am 20. Mai 1998 von Sony gegründet als K.K. Animax Broadcast Japan (株式会社アニマックスブロードキャスト・ジャパン, Kabushiki kaisha Animakkusu Burōdokyasuto Japan, engl. Animax Broadcast Japan Inc.) begann der Sender am 1. Juni mit der Ausstrahlung in Japan über die SKY PerfecTV!-Satellitenplattform. Zu den Gründern gehörte neben den Teilhabern auch der namhafte Produzent und Production Designer von Anime, Yoshirō Kataoka. Den Unternehmensvorsitz hatte Masao Takiyama inne.
Verschiedene japanische Prominente und Künstler wurden auf Animax entdeckt, so die Schauspielerin Natsuki Kato und die Seiyū Yukari Tamura. Animax organisiert auch diverse Veranstaltungen im Zusammenhang mit Anime und Konzerte in ganz Japan, zum Beispiel das Animax Summerfest (アニマックスサマーフェス, Animakkusu Samāfesu, dt. „Animax-Sommerfest“) und den Animax Taishō (アニマックス大賞, dt. „Animax-Grand-Prix“).
Zusätzlich zu dem bisherigen Pay-TV-Angebot strahlt Animax Sendungen für Mobiltelefone aus.
Aufgrund der Coronavirus-Epidemie 2020 in Japan und die die damit verbundene Schließung japanischer Schulen und Veranstaltungen, strahlt Animax vom 4. März bis 27. März 2020 sein Angebot kostenlos aus. Man wolle mit der Aktion, den Kindern die Angst nehmen.

### Asien
Animax betreibt seit 2004 in anderen Ländern Süd- und Ostasiens verschiedene Sender mit Anime-Programm in den bedeutendsten Regionen und Sprachen. Der erste ging am 1. Januar in Taiwan auf Sendung, der nächste am 12. Januar in Hongkong. Eine Woche später begann Animax mit der Ausstrahlung eines Senders in Südostasien, der englischen und japanischen Ton, sowie Untertitel in Englisch und weiteren lokalen Sprachen bietet.
Am 5. Juli 2004 wurde ein englischsprachiger Sender in Südasien gestartet und am 29. April 2006 ging ein koreanischsprachiger auf Sendung. Seit dem 31. August 2006 gibt es Animax auch auf Malaiisch. Im Januar 2020 wurde bekannt, dass Sony Pictures Television sich von Animax Asia trennte und dieses an das Unternehmen KC Global Media verkauft hat.

### Amerika
In Nordamerika hat das Unternehmen verschiedene Veranstaltungen finanziert, wie zum Beispiel Anime-Festivals. Es arbeitet dort mit anderen Unternehmen zusammen, wie z. B. Bandai und Viz Media. Von Sonys Einkaufskomplex Metreon in San Francisco wurden mehrere Anime-Serien wie Gundam, The Making of Metropolis, und Love Hina gesendet.
Die Financial Times berichtete im September 2004, dass Sony eine Zusammenarbeit mit Comcast plant, dem größten Kabelnetzbetreiber in den USA. Mit dieser Partnerschaft und dem Hollywoodstudio Metro-Goldwyn-Mayer sollen in den Vereinigten Staaten drei Sender von Sony ausgestrahlt werden.
Animax begann in Lateinamerika am 31. Juli 2005 mit der Ausstrahlung seines Programms auf Spanisch und Portugiesisch in den jeweiligen Sprachgebieten. Der Sender galt als der größte Anime-Sender der Region. Im Laufe der Zeit wurden jedoch Anime im Nachtprogramm verlegt, während die beste Sendezeit durch normale Fernsehsendungen belegt wurde. Am 1. Mai 2011 wurde der Sender durch Sony Spin ersetzt, Anime-Sendungen sollen in Zukunft auf dem Internetportal gestreamt werden.

### Europa
Im April 2007 begann die Ausstrahlung von Animax in Ungarn, Rumänien, Tschechien und der Slowakei. Dies war der erste Vorstoß von Animax nach Europa. Auch Sender für Großbritannien, Italien, Frankreich und andere große Länder waren geplant. Für Spanien wurde bereits ein Sender auf den Weg gebracht.

#### Animax UK
Im Oktober 2007 wurden weitere Einzelheiten zu Animax in Großbritannien bekannt gegeben. Sony Pictures Televisions Vizepräsident Ross Hair wurde von der Brand Republic Media Week mit den Worten zitiert, dass Sony sich auf den Start von Animax in Großbritannien vorbereite. Zunächst als Video-on-Demand-Dienst neben anderen Sony-Fernsehsendern. Sony plante außerdem die Einführung von Animax für den kostenlosen digitalen Fernsehdienst Freeview, sofern neue Frequenzen und Slots verfügbar sind.
Am 15. Oktober 2013 gab Sony Pictures Television bekannt, dass es eine britische Version von Animax als SVOD-Dienst starten wird. Sony Pictures Television kündigte außerdem einen mehrjährigen Volumenvertrag mit Viz Media Europe an, um exklusive Inhalte für den Service zu sichern.
Der SVOD-Dienst wurde am 24. Oktober 2013 online gestartet. Er umfasste drei Simulcast-Serien und über zwanzig Archivserien, die Teilweise aus dem Portfolio des eingestellten Anime on Demand UK stammen. Einige Inhalte wurden auch im Late Night Anime-Block von Sony Movie Channel veröffentlicht. Im März 2014 wurde der Late Night Anime-Block in Animax umbenannt.
Am 15. Oktober 2018 wurde der VoD-Dienst eingestellt und Abonnenten an FunimationNOW UK verwiesen.

#### Animax Deutschland
In Deutschland wurde ab dem 5. Juni 2007 in Nordrhein-Westfalen und Hessen mit der Ausstrahlung begonnen. Die Ausstrahlung erfolgte im Kabelnetz von Unitymedia und war der erste reine Anime-Sender in Deutschland. Es wurden vor allem Serien gezeigt, die schon einmal im deutschen Fernsehen liefen, wie Dragon Ball, Arjuna und X 1999. Ab dem 1. September 2007 war Animax in ganz Deutschland als Teil des Pakets Premiere Star über Satellit empfangbar, zunächst von 0:30 bis 12:30 Uhr, ab Ende November des gleichen Jahres ganztägig. Außerdem war Animax als Teil des arenaSAT FAMILY–Paketes von Unitymedia zu empfangen. Ab dem 25. November 2008 war Animax auch innerhalb des Kabel Digital Home-Paketes zu empfangen. Nach der Umstellung von Premiere zu Sky im Jahr 2009 war der Sender auch im Paket Sky Welt Extra, welches ausschließlich via Satellit ausgestrahlt wird, empfangbar. Zwischen November 2015 und Juni 2016 war Animax über Sky nur noch über DVB-S2 zu empfangen. Per IPTV war Animax über das Portal Magine TV zu empfangen. Des Weiteren wurde Animax auf der IPTV-Plattform „Entertain“ der Deutschen Telekom bis 31. Januar 2014 ausgestrahlt und im „Big Entertainment“-Paket des Telefonanbieters Hansenet (Alice).
In Deutschland wurde Animax mit den Sprachkanälen Deutsch und Englisch gesendet. Ab dem 8. September 2010 sendete der deutsche Sender nicht nur Serien, sondern auch eigenproduzierte Shows zu Musik und Film. Zudem führte Animax am 8. September 2010 in Deutschland ebenfalls sein neues Senderlogo ein, welches bereits seit geraumer Zeit auf dem asiatischen Markt verwendet wurde.
In Österreich wurde der Sender im November 2007 in das digitale Pay-TV-Angebot des Liwest-Kabel-TV aufgenommen. Gesendet wurde Animax mit dem deutschen Ton, teilweise aber auch variabel mit englischem Ton. In der Schweiz wurde der Sender im Mai 2012 in das deutschsprachige Grundpaket „Deutsch+“ des IPTV-Anbieters Swisscom aufgenommen.
Zum 30. Juni 2016 stellte Animax den linearen Sendebetrieb in Deutschland, Österreich und Schweiz ein und war ab dem 1. Juli 2016 nur noch als Video-on-Demand-Angebot bei Vodafone Kabel Deutschland und Prime Video bereit. Dabei wurde auch wieder das Logo vom Sendestart eingeführt, welches schon vor der Umstellung wieder international genutzt wurde.
Funimation, Crunchyroll, Wakanim und Animax Deutschland kündigten am 1. März 2022 an, dass man das Angebot auf Crunchyroll bündeln wird und neue Serien zukünftig nur noch auf Crunchyroll erscheinen sollen. Bereits laufende Serien sollen auf den bisherigen Plattformen noch beendet werden. Nachdem das gesamte Animax-Portfolio zu Crunchyroll migriert wurde, kündigte Animax Deutschland GmbH am 23. Juni 2022 an, dass das VoD-Angebot von Animax Plus bei Vodafone und Prime Video zum 30. September 2022 abgeschaltet wird.

## Teilhaber
- Sony Pictures Entertainment Japan
- Sunrise
- Tōei Animation
- TMS Entertainment
- Nihon Ad Systems

## Programm
Der Sender Animax sendet fast ausschließlich Anime. Es werden nicht nur Produktionen der Teilhaberfirmen gezeigt, sondern auch die anderer Studios wie Osamu Tezukas Tezuka Productions, Studio Pierrot, Nippon Animation und andere. Der Sender war an der Produktion verschiedener Serien beteiligt, zum Beispiel Aishiteruze Baby, Ghost in the Shell: Stand Alone Complex und Ultra Maniac.